# Pasquale Guerini
Pasquale Guerini też jako: Pashk Guerini (ur. 17 maja 1821 w Perzagno, zm. 8 lutego 1911 w Szkodrze) – włoski biskup katolicki, metropolita diecezji Szkodra-Antivari w latach 1886–1909.

## Życiorys
W 1848 ukończył studia teologiczne w Rzymie. 27 czerwca 1848 wyświęcony na księdza, przez biskupa Marco Calogerę. 6 maja 1879 został mianowany biskupem pomocniczym w diecezji Antivari (Bar) w Czarnogórze, a 3 sierpnia 1879 wyświęcony na biskupa przez bp Marko Kalogjerę. 23 listopada 1886 mianowany na urząd metropolity archidiecezji szkoderskiej. 19 maja 1895 zwołał do katedry w Szkodrze ogólnonarodowy synod katolików albańskich, który obradował pod jego kierownictwem. W listopadzie 1909 przeszedł w stan spoczynku, a dwa lata później zmarł.